# Bernard Barbiche
Bernard Barbiche (28 de juliol de 1937, París) és un historiador francès. És un arxivista paleògraf, diplomat a l'École nationale des chartes, gràcies a una tesi presentada el 1960 titulada Étude sur l'œuvre de restauration financière de Sully, 1596-1610, i fou membre de l'École française de Roma del 1960 al 1962.
Primer conservador als Arxius Nacionals del 1960 al 1972, després secretari general de l'École des chartes del 1973 al 1977 i professor d'història de les institucions, d'arxivística i de diplomàcia de l'època moderna del 1977 al 2004, és un historiador especialitzat en el regnat d'Enric IV de França, en la història de les institucions i en la història religiosa (diplomàcia pontifical, de l'edat mitjana i de l'època moderna). És director científic del Centre nacional dels arxius de l'Església de França i membre del Comitè Pontifical de les Ciències Històriques.
Professor emèrit d'ençà el 2004, fou president de la Société de l'École des chartes del 2005 al 2010, president de la Société d'histoire religieuse de França del 2008 al 2011 i director de la col·lecció Histoire religieuse de la France a les Éditions du Cerf del 1998 al 2010. Dirigí la revista Bibliothèque de l'École des chartes del 1973 al 1982 i és membre dels comitès de lectura de la Bibliothèque de l'École des chartes i de la revista d'història Revue d'histoire de l'Église de France.

## Publicacions
- (éd.) Correspondance du nonce en France Innocenzo del Bufalo, évêque de Camerino (1601-1604), Rome : Presses de l'Université grégorienne ; Paris : E. de Boccard, 1964 (Acta nuntiaturæ gallicæ, 4)
- (éd.) Lettres de Henri IV concernant les relations du Saint-Siège et de la France (1595-1609), Città del Vaticano, Biblioteca apostolica vaticana, 1968 (Studi e testi, 250).
- (éd.) Sully, Les Œconomies royales, Paris : C. Klincksieck, 1970-1988 (amb David Buisseret)
- Sully, Paris : Albin Michel, 1978
- Histoire de Sully-sur-Loire : le château, la ville, le terroir, Roanne : Horvath, 1986 (amb Françoise Bercé, Martine Cornède, Jean Mesqui et al.)
- L'édition des textes anciens, XVIème-XVIIIème siècle, Paris : Inventaire général des monuments et des richesses artistiques de la France, 1993 (amb Monique Chatenet)
- Sully, l'homme et ses fidèles, Paris : Fayard, 1997 (amb Ségolène de Dainville-Barbiche)
- Les institutions de la monarchie française à l'époque moderne, XVI-XVIIIème siècle, Paris : PUF, 1999, 2e éd. 2001 (Premier cycle)
- Bulla, legatus, nuntius. Études de diplomatique et de diplomatie pontificales (XIIIe-XVIIe siècle), Paris : École des chartes, 2007 (Mémoires et documents de l'École des chartes, 85).
- (dir.) La Jeunesse étudiante chrétienne, 1929-2009. Actes de la journée d'étude organisée par le Centre national des archives de l'Église de France, Paris, 7 décembre 2009), Lyon : RESEA, 2011 (avec Christian Sorrel).